# Grupp (sociologi)
| Grupp |
| --- |
| I en grupp är individer förbundna till varandra genom sociala relationer. - Betydelse – samling individer med något gemensamt - Etymologi – franska groupe (italienska gruppo) - Specialuttryck – socialgrupp (inom sociologi) |

För andra betydelser, se Grupp.
Grupp (franskans groupe; ytterst från italienskans gruppo, 'skara', 'hop', 'underavdelning') är en term som bland annat används inom samhälls- och beteendevetenskap. Där syftar ordet på (en samling) individer med något gemensamt.
Inom sociologin används termen – ofta beskrivet som socialgrupp – för en samling av individer som delar bestämda karakteristika, samverkar med varandra, accepterar förväntningar och förpliktelser som medlemmar i gruppen samt delar en gemensam identitet.

## Olika gruppbegrepp
Begreppet grupp används i regel i samband med definierandet av samverkande individer, vilka har bestämda inbördes relationer. Ofta förtydligas typen av grupp genom mer specifika ord:
- Primärgrupp – liten och med personliga relationer (exempelvis inom familjen, bland vänner och arbetskollegor emellan)
- Sekundärgrupp – större, och gruppmedlemmarna behöver inte känna varandra (exempelvis inom en fackförening). Gruppen definieras av medlemmarnas gemensamma mål och normer. Den kan också kännetecknas av deras snarlika sociala status (se nedan). Se även referensgrupp.
- Självstyrande grupp – exempel kan vara ett kollegium/arbetslag som via delegering hanterar en stor mängd ansvar och befogenheter.
- Experimentgrupp & kontrollgrupp (referensgrupp) – två gruppdefinitioner vid experimentella undersökningar. Den förstnämnda blir föremål för påverkan av experimentellt slag, till skillnad från den sistnämnda. Genom att jämföra de olika grupperna ser man skillnader som resultat av experimentet.

## Socialgrupper i Sverige
En viss sorts sekundärgrupp är socialgruppen, ett begrepp som bland annat varit vanligt förekommande i Sverige. Den användes för att definiera socioekonomisk ställning. Fram till 1980-talet användes denna indelning av landets befolkning i tre socialgrupper inom samhällsvetenskaperna samt bland statliga utredningar i undersökningar över sociala fenomen. De tre kategorierna definierades enligt följande:
- Socialgrupp I: Större företagare, högre tjänstemän, fria yrken
- Socialgrupp II: Lägre tjänstemän, mindre företagare
- Socialgrupp III: Arbetare i privat eller offentlig tjänst

I Sverige skapades denna statistiska indelning i tre grupper 1911 av SCB i syfte att kartlägga väljarna i riksdagsvalen, då med rubriceringarna "den högre klassen" (jämför överklass), "medelklassen" och "kroppsarbetarnas klass" (jämför arbetarklass). Vanligtvis har historiker sett den konservativa statsvetaren och statistikern Pontus Fahlbecks klassindelning från hans bok Stånd och klasser som inspirationskälla. 1928 blev grupperna kända under beteckningarna Socialgrupp I, II respektive III. Socialgruppsavgränsningen i förhållande till olika yrken var dock inte särskilt tydlig. Efter 1948 års andrakammarval slutade SCB socialgruppera väljarna efter kritik av indelningens godtyckliga konstruktion. Samtidigt övertogs den inom det nygrundade ämnet sociologi såväl som statliga utredningar för att klassgruppera det svenska folkets attityder och beteenden.
I Sveriges första levnadsnivåundersökning 1968 användes en variant av ovanstående socialgruppsindelning. Där klassades i socialgrupp I bland annat universitetsstuderande och företagsledande tjänstemän. Socialgrupp II inkluderade då bland annat bönder (utom småbrukare), förmän, tekniker, kontorspersonal och gymnasiestuderande. Till socialgrupp III fördes samtidigt bland annat fiskare och skogsarbetare, biträden och arbetare, arbetslösa, handikappade samt övriga slags studerande.
De tre socialgrupperna fanns inte med i den senare (nuvarande) svenska socioekonomiska indelningen (SEI), vilken presenterades som ett förslag 1974 och standardiserades av SCB 1982. Bland annat Socialgrupp tre har dock fortfarande en viss användning som informellt begrepp. SEI-grupperingarna delar upp befolkningen i arbetare (fyra kategorier, beroende på om facklärd eller ej, varu- eller tjänsteproducerande), tjänstemän (fyra kategorier: två kategorier lägre tjänstemän, tjänstemän på mellannivå samt högre tjänstemän/ledande befattning) samt företagare (tre kategorier: fria yrkesutövare med akademikeryrken, företagare utom lantbrukare, lantbrukare).